# Във вашия дом 16: Канадско бягство
Във вашия дом 16: Канадско бягство (на английски: In Your House 16: Canadian Stampede) е шестнадесетото pay-per-view събитие от поредицата Във вашия дом, продуцирано от Световната федерация по кеч (WWF). Събитието се провежда на 6 юли 1997 г. в Калгари, Албърта, Канада.

## Описание
Основното събитие е отборен мач с 10 души, включващ Фондацията Харт (Брет Харт, Оуен Харт, Британския Булдог, Джим Найдхарт и Брайън Пилман) срещу Ледения Стив Остин, Кен Шамрок, Златен прах и Легионът на смъртта (Животното и Ястреба). В ъндъркарда Гробаря защитава Световната титла в тежка категория на WWF срещу Вейдър, Великият Саске се изправя срещу Така Мичиноку, а Хънтър Хърст Хелмсли се бие с Менкайнд.

## Резултати
| №                                         | Резултати | Правила                                                       | Време |
| ----------------------------------------- | --- | ------------------------------------------------------------- | ----- |
| 1                                         | Хънтър Хърст Хелмсли (с Чайна) срещу Менкайнд приключва с двойно отброяване | Индивидуален мач                                              | 13:14 |
| 2                                         | Великият Саске побеждава Така Мичиноку | Индивидуален мач                                              | 10:00 |
| 3                                         | Гробаря (ш) поб. Вейдър (с Пол Беърър) | Индивидуален мач за Световната титла в тежка категория на WWF | 12:39 |
| 4                                         | Фондацията Харт (Брет Харт, Оуен Харт, Британския Булдог, Джим Найдхарт и Брайън Пилман) поб. Ледения Стив Остин, Кен Шамрок, Златен прах и Легионът на смъртта (Животното и Ястреба) | Десеторен отборен мач                                         | 24:31 |
| - (ш) – указва шампиона/шампионите в мача | |                                                               |       |